# Spectrum Center
Spectrum Center (znana też jako TWC Arena, St. Lawrence Homes Home Ice) – arena w amerykańskim mieście Charlotte w Karolinie Północnej. Jest domowym obiektem drużyny NBA Charlotte Hornets. Została otwarta w październiku 2005 roku koncertem The Rolling Stones, a pierwszy mecz Hornets, występujących wówczas pod nazwą Bobcats, odbył się 5 listopada 2005 roku. 
Ogromne ekrany Daktronics w TWC Arena, mierzące 16 na 28 stóp, są największymi spośród wszystkich innych krytych hal.
Właścicielem areny jest miasto Charlotte, a operatorem Bobcats. Koszt jej budowy wyniósł ok. 260 milionów dolarów.
Spectrum Center jest najmłodszym obiektem w NBA.
Arena została otwarta w 2005 roku jako Charlotte Bobcats Arena. 8 kwietnia 2008 roku ogłoszono, iż prawa do nazwy nabył Time Warner Cable, jedyny dostawca sieci kablowej w Charlotte oraz jeden z największych w Stanach Zjednoczonych. W ramach umowy Bobcats zrezygnowali z pewnego rodzaju założenia, w wyniku którego ich mecze nie były transmitowane w telewizji. Zmiany stały się widoczne podczas meczu Bobcats przeciw Minnesota Timberwolves 8 kwietnia 2008 roku. Na biletach widniała nowa nazwa areny, a spotkanie transmitowane było na antenie FSN South.
Pojemność areny wynosi 19 026 podczas meczów koszykówki, ale może się zwiększyć do 20 200 w ramach meczów college'ów.
Time Warner Cable Arena stanowi również arenę domową hokejowej drużyny Charlotte Checkers (ECHL). Kiedy odgrywaja ona swoje mecze pojemność zmniejsza się do 14 100, a sam obiekt nazywany jest St. Lawrence Homes Home Ice at Time Warner Cable Arena.
Mimo iż arena wybudowana została z myślą o Bobcats, odbywa się w niej wiele innych wydarzeń sportowych oraz rozrywkowych, w tym mecze NCAA oraz finały koszykarskie CIAA.

## Rozrywka
W arenie odbywają się nie tylko wydarzenia sportowe, ale i rozrywkowe, w których skład wchodzą m.in.: produkcje familijne, musicale, występy cyrków oraz koncerty.
Wśród rozrywkowych wydarzeń, które się odbyły w TWC Arena są m.in.:
- The Rolling Stones A Bigger Bang Tour
- U2 Vertigo Tour
- Dolly Parton
- Aerosmith i Lenny Kravitz
- Larry the Cable Guy
- Bon Jovi Have A Nice Day Tour
- WWE Raw
- Keith Urban
- Ringling Bros. and Barnum & Bailey Circus
- WWE Vengeance
- American Idols LIVE! Tour 2006
- Eric Clapton
- Blue Man Group
- Red Hot Chili Peppers
- WWE Friday Night SmackDown! i ECW on Sci Fi
- Beyoncé, The Beyoncé Experience
- Alison Krauss
- Van Halen
- The Police Reunion Tour
- WWE Raw
- Hannah Montana/Miley Cyrus Best of Both Worlds Tour
- Bruce Springsteen & the E Street Band
- The Cure
- American Idols LIVE! Tour 2008
- Reba McEntire & Kelly Clarkson 2 Worlds, 2 Voices Tour 2008
- AC/DC Black Ice World Tour
- Billy Joel & Elton John Face 2 Face tour
- Fleetwood Mac
- Miley Cyrus World Tour 2009/2010